# Gynoplistia perjucunda
Gynoplistia perjucunda là một loài ruồi trong họ Limoniidae. Chúng phân bố ở miền Australasia.